# کریستین تلچ
کریستین تلچ (انگلیسی: Christian Telch؛ زادهٔ ۹ ژانویهٔ ۱۹۸۸) بازیکن فوتبال اهل آلمان است.
از باشگاه‌هایی که در آن بازی کرده‌است می‌توان به باشگاه فوتبال کیکرز اوفنباخ و باشگاه فوتبال روت‌وایس اسن اشاره کرد.